# Соколов Гарт
 Соколов Гарт  — село в составе Пичеурского сельского поселения Чамзинского района Республики Мордовия.

## География
Находится на расстоянии примерно 11 километров по прямой на юго-восток от районного центра поселка  Чамзинка.

## История
Известно с 1863 года, когда было учтено как удельная деревня Ардатовского уезда Симбирской губернии из 80 дворов.

## Население
Постоянное население составляло 29 человек (русские 100%) в 2002 году, 11 в 2010 году .